# Черненко, Фёдор Петрович
Фёдор Петрович Черненко (1908, Черниговская область — 14.04.1976) — командир отделения связи 951-го артиллерийского полка, старший сержант — на момент представления к награждению орденом Славы 1-й степени.

## Биография
Родился в 1908 году в селе Яблоновка (ныне Прилукского района Черниговской области). Украинец. В 8 лет остался сиротой, окончил 5 классов в родном селе. С 1924 года жил в селе Карловка, город Полтавской области. Работал в механических мастерских, затем на МТС в Прилукском районе.
В 1929 году был призван в Красную Армию. Службу проходил на Дальнем Востоке, окончил полковую школу. После демобилизации остался работать на Дальнем Востоке. С 1940 году жил в городе Усть-Каменогорск. Работал механиком на спиртоводочном заводе.
В сентябре 1941 года был вновь призван в армию Кировским райвоенкоматом Восточно-Казахстанской области. Весь боевой путь прошел в составе 391-й стрелковой дивизии, сформированной в Казахстане. Боевое крещение принял в январе 1942 года в боях под городом Холм на Калининском фронте. В дальнейшем воевал на Северо-Западном, 2-м Прибалтийском, 1-м Украинском фронтах. Член ВКП/КПСС с 1942 года.
17 декабря 1943 года за деревню Лысцово старший сержант Черненко обеспечил бесперебойную связь с батарей, поддерживающей наступление стрелковой роты 1024-го стрелкового полка. Своими действиями способствовал выполнению боевой задачи пехотой, занятию деревни Лысцово.
Приказом по частям 391-й стрелковой дивизии от 7 января 1944 года старший сержант Черненко Фёдор Петрович награждён орденом Славы 3-й степени.
15-17 сентября 1944 года в боях в 8 км от города Эргли старший сержант Черненко устранил свыше 30 порывов на телефонной линии. Был ранен, но продолжал выполнять боевую задачу.
Приказом по войскам 42-й армии от 16 декабря 1944 года старший сержант Черненко Фёдор Петрович награждён орденом Славы 2-й степени.
18 марта 1945 года в боях у деревни Диттерсдорф старший сержант Черненко под огнём неприятеля устранил до 25 порывов на линии связи, чем обеспечил непрерывное управление огнём артиллерии. Принял участие в отражении контратаки противника, из личного оружия уничтожил более 10 солдат и 2 взял в плен.
Указом Президиума Верховного Совета СССР от 27 июня 1945 года за мужество, отвагу и бесстрашие, проявленные в боях с вражескими захватчиками старший сержант Черненко Фёдор Петрович награждён орденом Славы 1-й степени. Стал полным кавалером ордена Славы.
В 1945 году был демобилизован. Жил в селе Сака. Работал механизатором. Скончался 14 апреля 1976 года. Похоронен на кладбище в городе Лиепая.
Награждён орденами Славы 3-х степеней, медалями.